# Salon nautique
 (signalé en mai 2025).
Si vous disposez d'ouvrages ou d'articles de référence ou si vous connaissez des sites web de qualité traitant du thème abordé ici, merci de compléter l'article en donnant les références utiles à sa vérifiabilité et en les liant à la section « Notes et références ».
- Archive Wikiwix
- Bing
- Cairn
- DuckDuckGo
- E. Universalis
- Gallica
- Google
- G. Books
- G. News
- G. Scholar
- Persée
- Qwant
- (zh) Baidu
- (ru) Yandex
- (wd) trouver des œuvres sur Wikidata

Un salon nautique est un salon permettant aux acheteurs et constructeurs de bateaux et de matériels nautiques de se rencontrer.

## Exemples de salons nautiques
- Salon nautique international de Paris
- Les Nauticales : le salon nautique de Marseille Provence Métropole